# Freedom (Kygo e Zak Abel)
Freedom è un singolo del DJ norvegese Kygo e del cantante britannico Zak Abel, pubblicato il 17 aprile 2020 come quarto estratto dal terzo album in studio di Kygo Golden Hour.

## Video musicale
Il video musicale è stato reso disponibile il 17 aprile 2020, in concomitanza con l'uscita del singolo.

## Tracce
Testi e musiche di Kyrre Gørvell-Dahll, Lawrie Martin, Sandro Cavazza e Zak Abel.
1. Freedom – 3:20

## Formazione
- Zak Abel – voce
- Myles Shear – produzione esecutiva
- Kygo – produzione
- Lawrie Martin – produzione
- Randy Merrill – mastering
- John Hanes – missaggio
- Șerban Ghenea – missaggio

## Classifiche
| Classifica (2020) | Posizione massima |
| ----------------- | ----------------- |
| Austria           | 51                |
| Canada            | 83                |
| Germania          | 90                |
| Irlanda           | 42                |
| Lituania          | 55                |
| Norvegia          | 11                |
| Regno Unito       | 77                |
| Repubblica Ceca   | 63                |
| Slovacchia        | 60                |
| Svezia            | 23                |
| Svizzera          | 25                |